# Henry H. Arnold
Henry Harley Arnold (Gladwyne, 25 de junho de 1886 – Sonoma, 15 de janeiro de 1950) foi um oficial general americano ocupando o posto de General do Exército e, posteriormente, General da Força Aérea. Arnold foi um pioneiro da aviação, chefe do Corpo Aéreo (1938–1941), comandante geral das Forças Aéreas do Exército dos Estados Unidos. Arnold também foi o fundador do Projeto RAND, que evoluiu para um dos maiores think tanks de políticas globais sem fins lucrativos do mundo, a RAND Corporation, e foi um dos fundadores da Pan American World Airways.
Arnold entrou na Academia Militar dos Estados Unidos em West Point como um mês de atraso, tendo acabado de completar dezessete anos. Sua carreira de cadete foi passada como uma "manga limpa" (cadete privado). Na academia, ele ajudou a fundar o "Mão Negra", um grupo de cadetes brincalhões, e o liderou durante seu primeiro ano de aula. Ele jogou como segundo time no time de futebol americano do colégio, foi arremessador de peso no time de atletismo e se destacou no pólo. A posição acadêmica de Arnold variou entre o meio e o final de sua classe, com suas melhores pontuações em matemática e ciências. Ele queria ser designado para a Cavalaria, mas um registro de demérito inconsistente e uma classe de mérito geral cumulativa de 66º entre 111 cadetes resultaram em seu comissionamento em 14 de junho de 1907, como segundo-tenente de infantaria. Ele inicialmente protestou contra a atribuição (não havia exigência de comissionamento para graduados da USMA em 1907), mas foi persuadido a aceitar uma comissão na 29ª Infantaria, na época estacionada nas Filipinas. Arnold chegou a Manila em 7 de dezembro de 1907.